# ディダク・ビラ
ディダク・ビラ・ロセージョ（Dídac Vilà Rosselló、1989年6月9日 - ）は、スペイン・バルセロナ県出身の元サッカー選手。ポジションはDF（左サイドバック）。

## 経歴

### クラブ

#### RCDエスパニョール
地元のCEマタローの下部組織を経て、10歳だった1999年にRCDエスパニョールの下部組織に入団した。2008-09シーズンはRCDエスパニョールBのメンバーとしてテルセーラ・ディビシオン（4部）で優勝し、セグンダ・ディビシオンB（3部）昇格を果たした。マウリシオ・ポチェッティーノ監督によってトップチームに招集され、2010年1月30日のアスレティック・ビルバオ戦でプリメーラ・ディビシオン（1部）デビューした。ベテランのダビド・ガルシアに代わってレギュラーに定着し、2009-10シーズンはリーグ戦11試合に出場した。ハビ・マルケスやビクトル・ルイスなど下部組織出身の同世代の選手たちの活躍もあり、11位でシーズンを終えた。負傷の影響で2010-11シーズンは出遅れたが、再びレギュラーポジションを獲得し、前半戦は13試合に出場した。

#### ACミラン
2011年1月28日、イタリア・セリエAのACミランに移籍した。2010-11シーズン最終節のウディネーゼ・カルチョ戦でデビューしたが、ジャンルカ・ザンブロッタやルカ・アントニーニの壁は厚く、この1試合の出場のみに終わった。
2011年6月初旬、1年の期限付き移籍でRCDエスパニョールに復帰。古巣では再びレギュラーとしてプレーした。
2012年8月、バレンシアCFに買取りオプション付きでのレンタル移籍が発表され、本人も「僕の目標は、レンタル契約を完全契約に変えること。このクラブで、成長したい」とコメントしていたが、その後のメディカルチェックで恥骨に問題が見つかり、結局破談となる。
2013年7月25日、レアル・ベティスにレンタル移籍。
2014年8月26日、SDエイバルにレンタル移籍。

#### AEKアテネFC
2015年、AEKアテネFCに移籍した。

#### RCDエスパニョール復帰
2017年8月30日、RCDエスパニョールに3年契約で復帰することが発表された。キャプテンとしてチームを牽引すると、2021-22シーズンを最後にチームを去った。

### 代表
2011年にU-21スペイン代表デビューし、同年6月にはデンマークで開催されたUEFA U-21欧州選手権に出場した。ルイス・ミージャ監督はホセ・アンヘルではなくディダクをレギュラーで起用し、全試合にフル出場して優勝に貢献した。大会後にはチーム・オブ・ザ・トーナメント（23人）に選ばれた。

## 個人成績

### クラブ
| クラブ                | シーズン | リーグ         | リーグ | リーグ | カップ | カップ | 国際大会 | 国際大会 | 通算 | 通算 |
| クラブ                | シーズン | ディビジョン   | 出場   | 得点   | 出場   | 得点   | 出場     | 得点     | 出場 | 得点 |
| --------------------- | -------- | -------------- | ------ | ------ | ------ | ------ | -------- | -------- | ---- | ---- |
| エスパニョールB       | 2008-09  | テルセーラ     | 30     | 3      | 3      | 0      | —        | —        | 33   | 3    |
| エスパニョールB       | 2009-10  | セグンダ       | 10     | 0      | 0      | 0      | —        | —        | 10   | 0    |
| エスパニョールB       | 通算     | 通算           | 40     | 3      | 3      | 0      | 0        | 0        | 43   | 3    |
| エスパニョール        | 2008-09  | プリメーラ     | 0      | 0      | 1      | 0      | —        | —        | 1    | 0    |
| エスパニョール        | 2009-10  | プリメーラ     | 11     | 0      | 0      | 0      | —        | —        | 11   | 0    |
| エスパニョール        | 2010-11  | プリメーラ     | 13     | 0      | 3      | 0      | —        | —        | 16   | 0    |
| エスパニョール        | 通算     | 通算           | 24     | 0      | 4      | 0      | 0        | 0        | 28   | 0    |
| ミラン                | 2010-11  | セリエA        | 1      | 0      | 0      | 0      | 0        | 0        | 1    | 0    |
| ミラン                | 2012-13  | セリエA        | 0      | 0      | 0      | 0      | 0        | 0        | 0    | 0    |
| ミラン                | 通算     | 通算           | 1      | 0      | 0      | 0      | 0        | 0        | 1    | 0    |
| エスパニョール (loan) | 2011-12  | プリメーラ     | 37     | 2      | 1      | 1      | —        | —        | 40   | 3    |
| ベティス (loan)       | 2013-14  | プリメーラ     | 12     | 0      | 2      | 0      | 6        | 1        | 20   | 1    |
| エイバル (loan)       | 2014-15  | プリメーラ     | 15     | 0      | 1      | 0      | —        | —        | 16   | 0    |
| アテネ                | 2015-16  | スーパーリーグ | 26     | 0      | 5      | 0      | —        | —        | 31   | 0    |
| アテネ                | 2016-17  | スーパーリーグ | 32     | 3      | 8      | 0      | 2        | 0        | 42   | 3    |
| アテネ                | 通算     | 通算           | 58     | 3      | 13     | 0      | 2        | 0        | 73   | 3    |
| エスパニョール        | 2017-18  | プリメーラ     | 14     | 0      | 6      | 0      | —        | —        | 20   | 0    |
| エスパニョール        | 2018-19  | プリメーラ     | 27     | 0      | 2      | 0      | —        | —        | 29   | 0    |
| エスパニョール        | 2019-20  | プリメーラ     | 30     | 0      | 0      | 0      | 11       | 1        | 41   | 1    |
| エスパニョール        | 2020-21  | セグンダ       | 19     | 0      | 3      | 0      | —        | —        | 22   | 0    |
| エスパニョール        | 2021-22  | プリメーラ     | 9      | 0      | 2      | 0      | —        | —        | 11   | 0    |
| エスパニョール        | 通算     | 通算           | 99     | 0      | 13     | 0      | 11       | 1        | 123  | 1    |
| 総通算                | 総通算   | 総通算         | 286    | 8      | 37     | 1      | 19       | 2        | 342  | 11   |

## タイトル

### クラブ
- RCDエスパニョールB

テルセーラ・ディビシオン : 2008-2009
- ACミラン

セリエA : 2010-2011

### 代表
- U-20スペイン代表

地中海競技大会 : 2009
- U-21スペイン代表

UEFA U-21欧州選手権 : 2011

### 個人
UEFA U-21欧州選手権2011 チーム・オブ・ザ・トーナメント